# Ambohitrarivo
Ambohitrarivo è un comune rurale (kaominina) della regione di Alaotra Mangoro, nella provincia di Toamasina, in Madagascar che conta circa 23 000 abitanti, di cui l'80% è formato da agricoltori e il 10% si occupa di allevamento. La più importante delle colture è quella del riso, mentre altri importanti prodotti sono il mais e la manioca. L'industria e il settore terziario occupano rispettivamente il 5% e il 10% della popolazione, mentre il 5% degli abitanti è impiegato nella pesca.